# Liste der Biografien/Woi
Liste der Biografien |
Portal Biografien |
Personensuche
# |
A |
B |
C |
D |
E |
F |
G |
H |
I |
J |
K |
L |
M |
N |
O |
P |
Q |
R |
S |
T |
U |
V |
W |
X |
Y |
Z |
?
 
Wa |
Wc |
Wd |
We |
Wh |
Wi |
Wj |
Wl |
Wn |
Wo |
Wr |
Ws |
Wt |
Wu |
Ww |
Wy |
Wz
 
Woa |
Wob |
Woc |
Wod |
Woe |
Wof |
Wog |
Woh |
Woi |
Woj |
Wok |
Wol |
Wom |
Won |
Woo |
Wop |
Wor |
Wos |
Wot |
Wou |
Wov |
Wow |
Wox |
Woy |
Woz
Die Liste der Biografien führt alle Personen auf, die in der deutschsprachigen Wikipedia einen Artikel haben. Dieses ist eine Teilliste mit 69 Einträgen von Personen, deren Namen mit den Buchstaben „Woi“ beginnt.

## Woi

### Woic
- Woiczik, Hans-Werner (* 1923), deutscher Lokführer und Parlamentsabgeordneter (SED, FDJ), MdV

### Woid
- Woide, Bernd (* 1962), deutscher Politiker (CDU), Landrat des Landkreises Fulda
- Woide, Carl Gottfried (1725–1790), deutsch-britischer Orientalist
- Woide, Louis von (1809–1881), preußischer Generalleutnant und Inspekteur der 3. Artillerie-Inspektion
- Woidke, Dietmar (* 1961), deutscher Politiker (SPD), MdL, Innenminister und Ministerpräsident des Landes BrandenburgDietmar Woidke (* 1961)

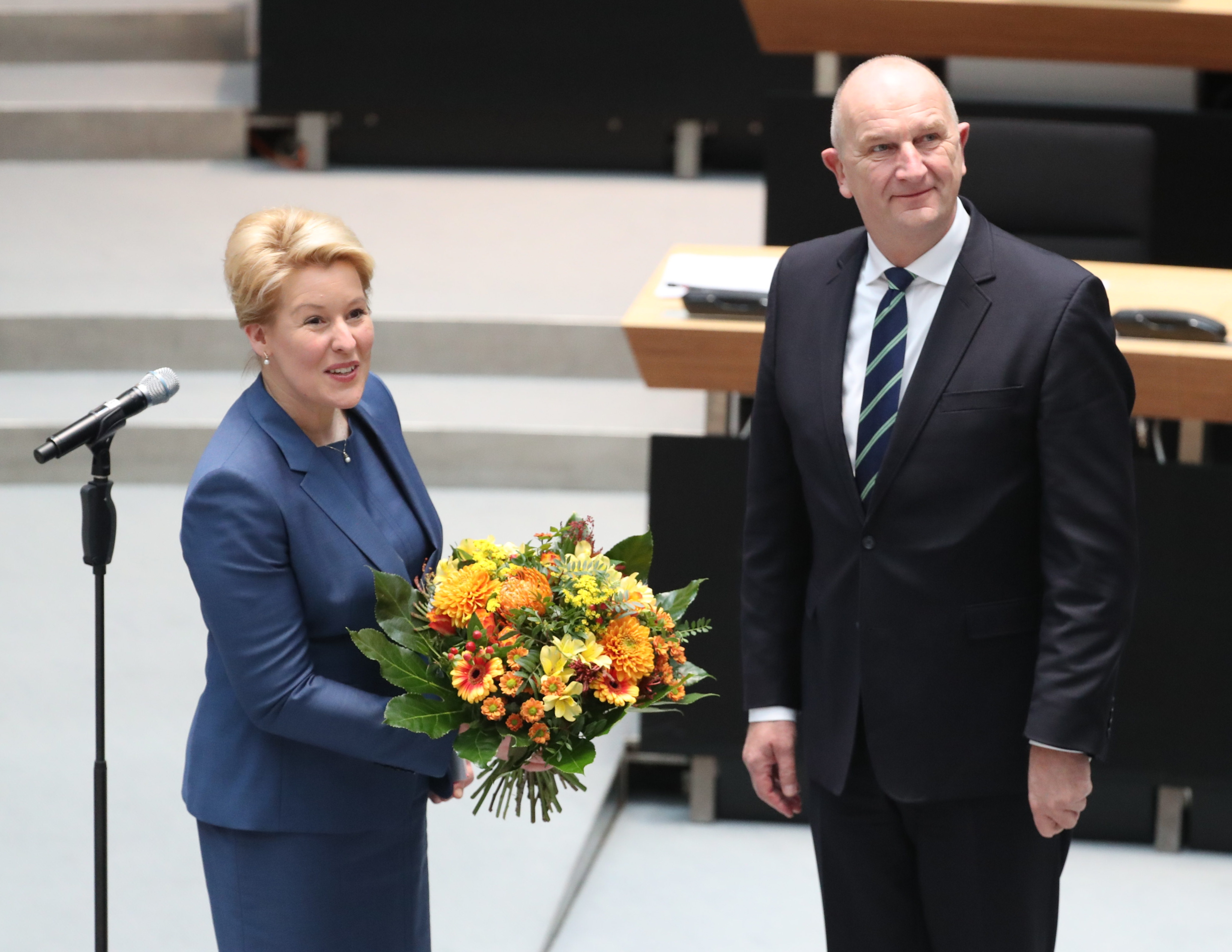
Dietmar Woidke (* 1961)

- Woidtke, Jannik (* 1991), deutscher Eishockeyspieler

### Woie
- Wøien, Geir Atle (* 1975), norwegischer Skispringer

### Woig
- Woigk, Helen (* 1995), deutsche Schauspielerin

### Woik
- Woike, Fritz (1890–1962), deutscher Dichter
- Woikin, Waleri Grigorjewitsch (1945–2020), russischer Kugelstoßer
- Woikowsky-Biedau, Victor von (1866–1935), deutscher Komponist und Oberregierungsrat

### Woil
- Woiloschnikow, Pawel Iwanowitsch (1879–1938), russischer Sportschütze

### Woin
- Woina, Witali Alexandrowitsch (* 1991), russischer Skispringer
- Woinarowski, Pawel Dmitrijewitsch (1866–1913), russischer Elektroingenieur und Hochschullehrer
- Woinarski, John (* 1955), australischer Ökologe und Ornithologe
- Woinikow, Dobri (1833–1878), bulgarischer Schriftsteller und Theaterregisseur
- Woino-Jassenezki, Walentin Felixowitsch (1877–1961), Erzbischof von Simferopol und Krim und Bischof von Taschkent, Heiliger der Russisch-orthodoxen Kirche
- Woinovich, Emil (1851–1927), österreichischer General und Militärhistoriker
- Woinow, Wjatscheslaw Leonidowitsch (* 1990), russischer Eishockeyspieler
- Woinowa, Aljona (* 1975), russische Sand-Animations-Künstlerin
- Woinowa, Anastassija Sergejewna (* 1993), russische Radrennfahrerin
- Woinowa, Jelena Nikolajewna (* 1985), russische Sprinterin
- Woinowitsch, Wladimir Nikolajewitsch (1932–2018), sowjetischer bzw. russischer Schriftsteller und SatirikerWladimir Nikolajewitsch Woinowitsch (1932–2018)

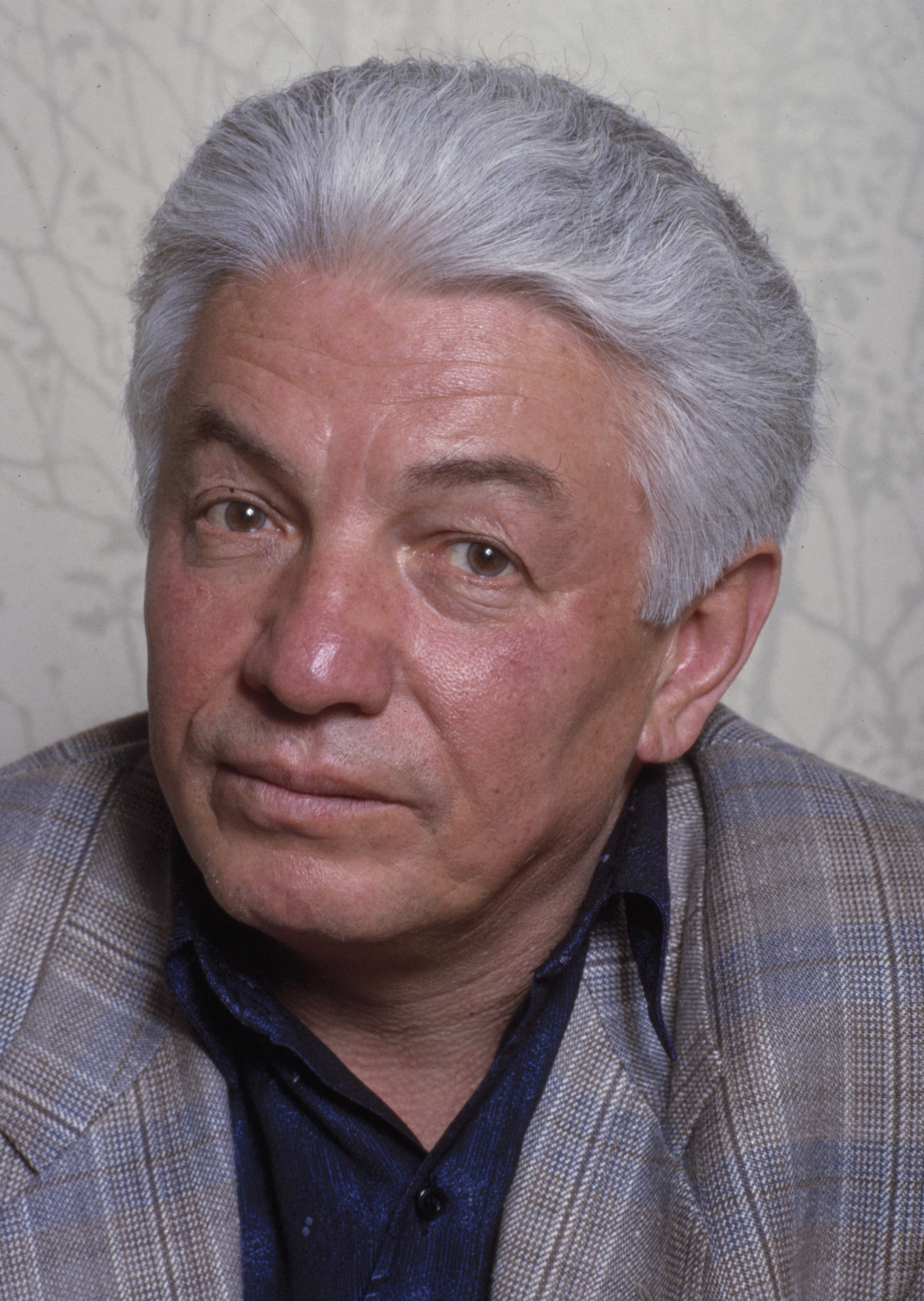
Wladimir Nikolajewitsch Woinowitsch (1932–2018)

- Woinowski, Andrei Sergejewitsch (1959–2015), sowjetischer Filmschauspieler und russischer Romanautor
- Woinowsky, Elisa (* 1993), deutsche Volleyballspielerin
- Woinski, Marcos (* 1948), argentinischer Schauspieler

### Woir
- Woirgard, Charles Victor (1764–1810), französischer Brigadegeneral der Kavallerie
- Woirgardt, Michio (* 1971), deutscher Gitarrist und Komponist

### Wois
- Woisetschläger, Ignaz (1881–1936), österreichischer Maurermeister, Politiker, Landtagsabgeordneter
- Woisetschläger, Karl (* 1954), österreichischer Journalist und Publizist
- Woisetschläger, Kurt (1925–2012), österreichischer Kunsthistoriker und Museumsleiter
- Woisin, Erika (1929–2018), deutsche Politikerin (SPD), MdHB
- Woisnitza, Karla (* 1952), deutsche Malerin und Grafikerin

### Woit
- Woit, Benno (* 1940), deutscher Fußballspieler der DDR-Oberliga
- Woit, Ernst (1932–2021), deutscher marxistischer Philosoph und Hochschullehrer
- Woit, Peter (* 1957), US-amerikanischer Physiker
- Woitack, Lea Marlen (* 1987), deutsche Schauspielerin
- Woitanowski, Bernd, deutscher Poolbillardspieler
- Woitas, Günter (1927–2020), deutscher Fußballspieler
- Woitas, Pablo (1887–1966), chilenischer Fußballspieler
- Woitaschek, Frank (* 1960), deutscher Jurist, Präsident des Landesarbeitsgerichts Hessen
- Woitaske, Richard (1903–1944), deutscher römisch-katholischer Geistlicher, Steyler Missionar und Märtyrer
- Woite, Bernhard, deutscher Handballspieler und -funktionär
- Woitek, Ulrich (* 1964), deutscher Ökonom
- Woitha, Charlene (* 1993), deutsche Hammerwerferin
- Woithe, Jörg (* 1963), deutscher Schwimmsportler
- Woithon, Victor (1909–1976), deutscher SS-Untersturmführer und verurteilter Kriegsverbrecher
- Woitinski, Grigori Naumowitsch (1893–1953), russischer Politiker und Sinologe
- Woitke, Fred (1949–1973), deutsches Todesopfer an der innerdeutschen Grenze
- Woitkewitsch, Thomas (* 1943), deutscher Show-Drehbuchautor, LiedtexterThomas Woitkewitsch (* 1943)

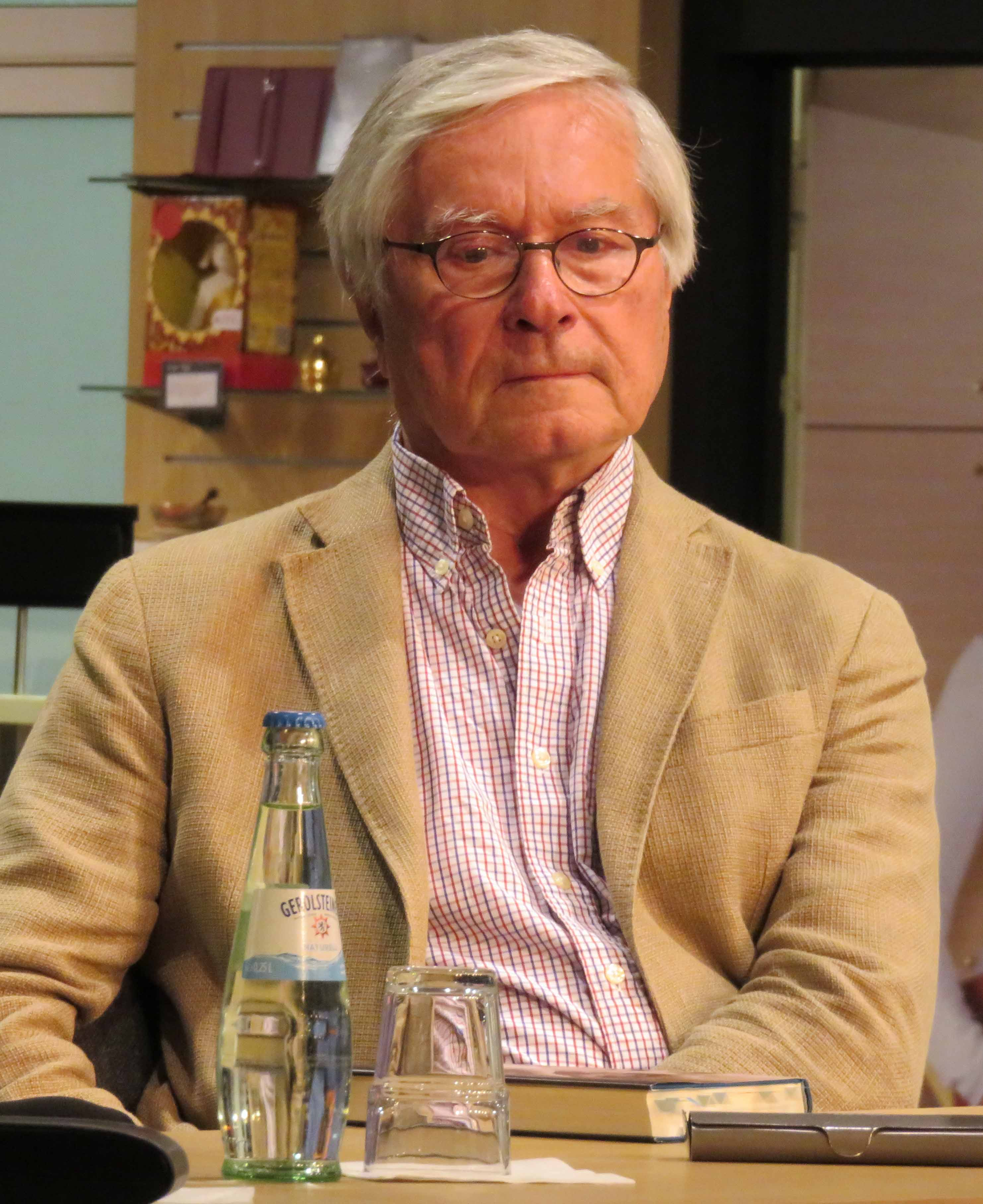
Thomas Woitkewitsch (* 1943)

- Woitowitz, Hans-Joachim (* 1935), deutscher Arbeits- und Sozialmediziner
- Woitsch, Emmy (1894–1981), österreichische Malerin
- Woitsch, Leopold (1868–1939), österreichischer Sinologe
- Woitsch, Marianne (1873–1945), österreichische Malerin
- Woitschach, Carl (1864–1939), deutscher Komponist und Dirigent
- Woitschack, Anna-Carina (* 1992), deutsche SängerinAnna-Carina Woitschack (* 1992)

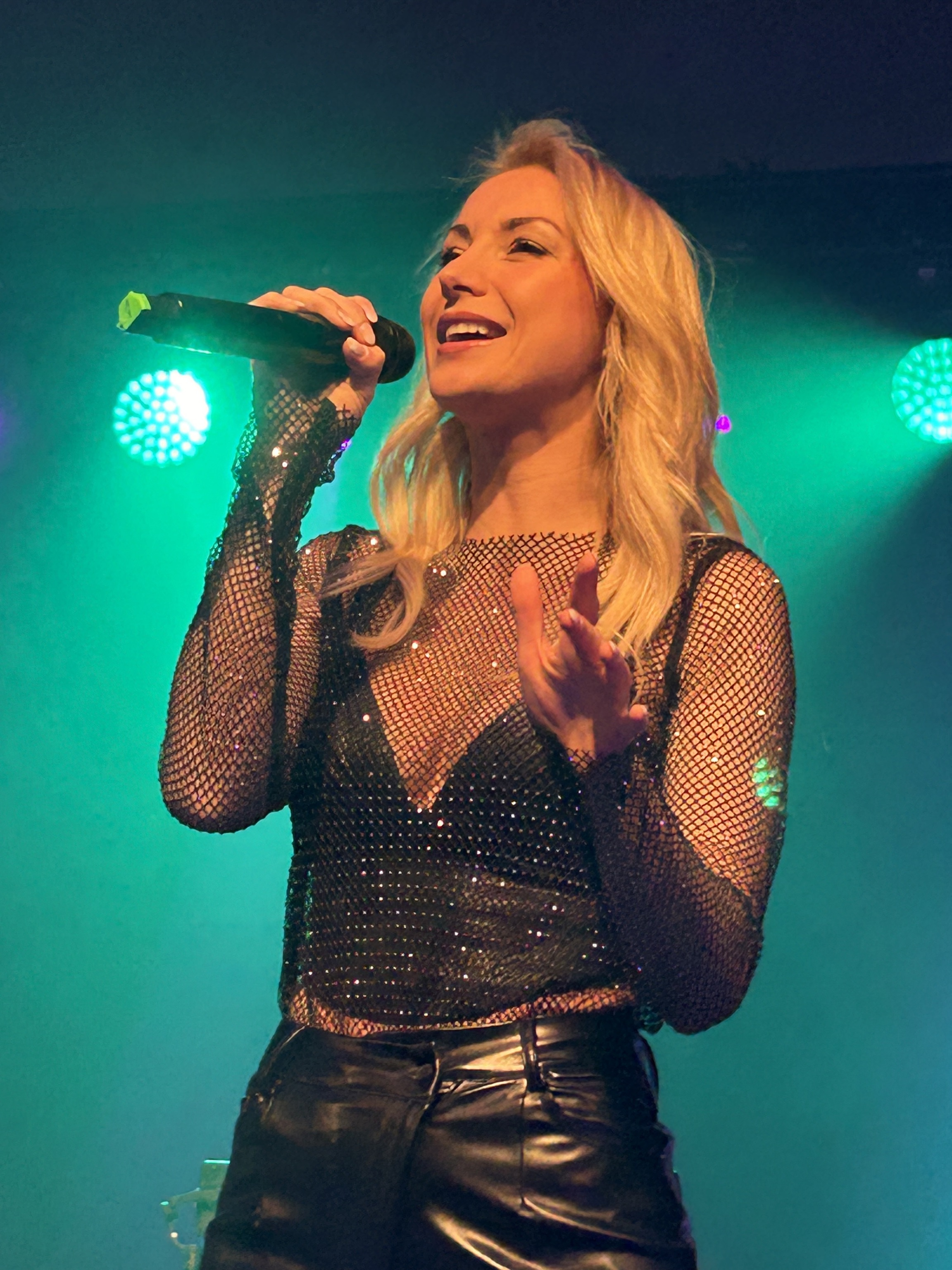
Anna-Carina Woitschack (* 1992)

- Woitschell, Gerhard (1910–1969), deutscher Politiker (NPD), MdL
- Woitzat, Siegfried (1933–2008), deutscher Fußballspieler
- Woitzig, Uwe (* 1951), deutscher Autor
- Woitzik, Gerhard (1927–2023), deutscher Politiker der Zentrumspartei und deren Parteivorsitzender
- Woitzik, Manfred (1933–2020), deutscher Architekt, Denkmalpfleger und Heimatforscher
- Woitzuck, Magda (* 1983), österreichische Schriftstellerin

### Woiv
- Woivalin, Folke (* 1928), finnischer Politiker, Chefminister von Åland

### Woiw
- Woiwode, Lina (1886–1971), österreichische Schauspielerin

### Woiz
- Woizech, Natalja (* 1992), ukrainische Badmintonspielerin
- Woizechowski, Iossif Pawlowitsch (1793–1850), ukrainisch-russischer Arzt, Sinologe und Hochschullehrer
- Woizick, Wolfgang (* 1940), deutscher Autor, Dialogbuch- und Synchronregisseur
- Woizizka, Wiktorija (* 1974), ukrainische Politikerin der Partei Samopomitsch
- Woizlawa († 1172), Ehefrau Pribislaws, des letzten Fürsten der Obotriten und ersten Herren von Mecklenburg